# Dryslwyn Castle
Dryslwyn Castle (walisisk: Castell y Drysllwyn) er en borg fra middelalderen, der blev opført af waliserne på en klippeformation mellem Llandeilo og Carmarthen i Wales. Den ligger i Tywi-floddalen og har godt overblik over det omkringliggende landskab.
Den blev opført omkring 1120'erne af en af prinserne i kongeriget Deheubarth, og siden har den skiftet ejerskab adskillige gange i forbindelse med konflikten mellem waliserne og englænderne i de efterfølgende århundreder, bl.a. blev den erobret af Owain Glyndwr i 1403.
Den bliver betragtet som et af de vigtigste bevarede bygningsværker, der blev bygget af de walisiske høvdinger inden Edvard 1.s erobring af Wales. Det er en listed building af første grad.